# لغو
در فرهنگ اسلامی،  لَغو به سخن بیهوده و باطل گفته می‌شود که مومنان از آن منع شده‌اند. در لغت، لغو به صدای پرندگان گفته می‌شود که بدون فکر از دهان آن‌ها خارج می‌شود؛ به همین دلیل سخنی بی‌فایده و بیهوده که براساس تفکر نباشد را لغو می‌گویند. همچنین لغو حکم به معنی از بین رفتن اثر حکم می باشد مثل لغو حکم تکمیلی مجازات که به پیشنها قاضی اجرای حکم و حصول اطمینان از عدم تکرار جرم و اصلاح مجرم توسط دادگاه انجام می شود.

## در قرآن
قرآن بهشت را خالی از لغو توصیف می‌کند:
لَا یَسْمَعُونَ فِیهَا لَغْوًا وَلَا تَأْثِیمًا
در آنجا نه بیهوده‌ای می‌شنوند و نه [سخنی] گناه‌آلود.
براساس توصیف قرآن، مومنان به کارهای لغو نمی‌پردازند و از کارهای لغو اعراض می‌کنند: «و چون بر لغو بگذرند با بزرگواری می‌گذرند.»

## مصادیق لغو
جعفر سبحانی افسانه‌های دروغین که هیچ‌گونه آموزندگی ندارند و کلام زشت را لغو می‌داند. ابن تیمیه سماع صوفیان را لغو می‌دانست. در بسیاری از روایات شیعه، موسیقی غنا از مصادیق لغو دانسته شده‌است. تفریحی که در میان انجام کار به منظور تجدید قوا انجام می‌گیرد لغو دانسته نشده‌است.